# グランツーリスモ (ゲーム)
『グランツーリスモ』 (GRAN TURISMO) は、1997年12月23日にソニー・コンピュータエンタテインメントから発売されたPlayStation用のドライビングシミュレーションゲーム。『グランツーリスモ』シリーズの1作目にあたる。略称は『GT』、『GT1』、『グランツ』等。

## 概要
「実在する自動車メーカーの車」を使ったレースゲームであることが第一の特徴である。トヨタ自動車株式会社、日産自動車株式会社、本田技研工業株式会社、マツダ株式会社、三菱自動車工業株式会社、富士重工業株式会社、ゼネラルモーターズ、クライスラー、アストンマーティン、TVRとライセンス契約を締結し、各社の車種が収録されている。パッケージの絵柄には、当時国産最高レベルの性能を誇ったトヨタ・スープラと日産・R33型スカイラインGT-Rが描かれている。
1997年（平成9年）当時のレースゲームの多くが、事前に組まれたプログラムによって車の挙動を擬似的に再現していたのに対し、本作はようやくゲーム機でも開発ノウハウが蓄積されてきた32bitCPUの高精度な高速計算を活かして独自に開発した物理エンジンを搭載したことにより、「現実に近い」自動車の挙動を再現したことや、車体の表面に周囲の背景のオブジェクト等を映り込ませたように見える事前に用意したテクスチャを動かす疑似環境マッピング（Environment mappingあるいはen:Reflection mapping）によるグラフィックの美しさから、世界的な人気作となった。車両は250頂点でモデリングされた。日本でも口コミによるロングヒットを記録し200万本を突破。全世界では1000万本以上を売り上げ、初代PlayStationのゲームソフトの中で最大のヒットを記録した。これ以降、レースゲームには「リアル系」と呼ばれるカテゴリーが確立され、グランツーリスモシリーズはその先導役を果たすことになる。
独自の物理エンジンを開発・搭載することにより、車体の正確な寸法や重量、性能等をデータ入力すれば基本的な挙動が再現できたため、それまでのレースゲームと比べて収録車種が多いのも特徴。
クイックアーケード、グランツーリスモモードの2本立てのゲームシステムは本作から既に成立しており、「ライセンスを取得し、車を購入してレースを繰り返す」というグランツーリスモモードの基本骨格も本作で確立している。
本作品にはオートロード機能が無く、続きから遊ぶ場合、クイックアーケードかGTモードのいずれかで手動でロードする必要がある。またメモリーカード1枚に1データしか保存できないため、ロードをせずにセーブをしてしまうとデータが初上書きされ、それまでのデータは消滅してしまうといった不具合がある。北米版ではオートロード機能が搭載されているが、日本版での実装は次作『グランツーリスモ2』を待つこととなる。
TV放映されたCMは、家の鍵を開けたと思ったら車のキーだった、給水機のペダルを踏んだらアクセル音がして腰を抜かすなど、ゲーム画面よりも意表を突いた内容で大人の興味を惹くことを優先した内容であった。その他、自動車メーカー各社（トヨタ、日産、三菱、マツダ、富士重工業）の担当者が出演し、自社の車種をPRするという内容のCMも放映された。

## 収録車種リスト
レースに優勝することで獲得できる車（プレゼントカー）は◯印、レアカラーの車が獲得できる車種は△印（プレゼントカー用個体に対する補足がある場合はカッコ内に記載）、海外版(北米版 欧州版)のみの収録車は◇で、それぞれ車種名の後に記載。

### トヨタ自動車
| - スターレット グランツァV - カローラレビン BZ-G - スプリンタートレノ BZ-G - コロナEXiV - セリカ SS-II△ - セリカ GT-FOUR - マークII'92 ツアラーV - マークII'92 ツアラーS - チェイサー ツアラーV - チェイサー ツアラーS | - ソアラ'95 2.5GT-T - ソアラ 2.5GT-T VVT-i△ - MR2 G-Limited - MR2 GT-S - スープラ'95 SZ-R - スープラ'95 RZ - スープラ SZ-R - スープラ RZ△ - MA70スープラ GT-Turbo Limited - JZA70スープラ TwinTurbo-R | - AE86カローラレビン GT-APEX - AE86スプリンタートレノ GT-APEX△（レアカラーが2種、ホイール違いが1種） - カストロールスープラ GT△ - チェイサー LM Edition◯ |

### 日産自動車
| - フェアレディZ Ver S 2by2 - フェアレディZ Ver S TwinTurbo 2by2 - フェアレディZ Ver S 2seater - フェアレディZ Ver S TwinTurbo 2seater - R32スカイライン'89 GT-R - R32スカイライン'91 GT-R△ - R32スカイライン GT-R Vspec - R32スカイライン GT-R VspecII - R32スカイライン GT-R NISMO - R32スカイライン GTS-t Type M - R32スカイライン GTS25 Type S - R32スカイライン GTS4 | - R33スカイライン GTS25 Type M - R33スカイライン'95 GT-R - R33スカイライン'95 GT-R Vspec - R33スカイライン GT-R - R33スカイライン GT-R Vspec - S14シルビア Q's - S14シルビア K's - S14シルビア'95 Q's - S14シルビア'95 K's - S13シルビア'91 Q's 2000cc - S13シルビア'91 K's 2000cc - S13シルビア'88 Q's 1800cc△ - S13シルビア'88 K's 1800cc | - プリメーラ'90 2.0Te - プリメーラ'95 2.0Te - 180SX'94 Type X - 180SX Type X - 180SX Type S - パルサー'91 GTi-R - NISMO GT-R LM - NISMO GT-R LM ロードゴーイングカー◯ - シルエイティ◯ - S14 シルビア LM Edition◯ |

### 三菱自動車工業
| - GTO'92 SR - GTO'92 Twin Turbo - GTO'95 SR - GTO'95 Twin Turbo - GTO'95 MR - GTO SR - GTO Twin Turbo | - ギャラン VR-G Touring - ギャラン VR-4 - エクリプス GT - FTO'94 GR - FTO'94 GPX - FTO GR - FTO GPX - FTO GP Version R | - ランサー Evolution III GSR - ランサー Evolution IV GSR△ - ミラージュ アスティRX - ミラージュ'92 サイボーグR - GTO LM Edition - FTO LM Edition◯ |

### ホンダ
| - NSX'90 - NSX'92 Type R - ホンダ・NSX Type S - ホンダ・NSX Type S Zero - プレリュード'91 Si - プレリュード'91 Si VTEC - プレリュード SiR - プレリュード TYPE-S | - インテグラ SiR-G - インテグラ Type R - EKシビックフェリオ Si II - EKシビック SiR-II - EKシビック Type R△（カーボンボンネット仕様） - CR-Xデルソル'92 VXi - CR-Xデルソル'92 SiR - CR-Xデルソル VGi - CR-Xデルソル SiR | - EGシビック'93 SiR-II - EGシビック'93 フェリオ SiR - CR-X EF-8 Si-R△ - アコード セダン SiR - アコード ワゴン SiR - NSX-R GT1 Turbo(日本版のみ収録) - NSX-R LM GT2◇ - CR-X delsol LM Edition◯ |

### マツダ
| - ユーノスコスモ 13B TYPE-S CCS - ユーノスコスモ 20B TYPE-E CCS - ランティス クーペ2000 Type-R - ユーノスロードスター'89 NORMAL - ユーノスロードスター'90 V-SPECIAL - ユーノスロードスター'92 S-SPECIAL | - ユーノスロードスター NORMAL△ - ユーノスロードスター V-SPECIAL - ユーノスロードスター S-SPECIAL - ロードスター RS(NB型)◇(アーケードモードのみ使用可能) - FDアンフィニRX-7'91 Type R - FDアンフィニRX-7 Type RZ - FDアンフィニRX-7 Type RB - FDアンフィニRX-7 Touring X - FDアンフィニRX-7 A Spec | - FCサバンナRXー7 GT-X - FCサバンナRXー7 アンフィニIII - デミオ GL-X - デミオ GL - デミオ LX Gパッケージ - FD RX-7 LM Edition - デミオ A Spec◯ - RX-7 A Spec LM Edition◯ |

### 富士重工業
| - アルシオーネ SVX Version L - アルシオーネ SVX S4△ - レガシィ ツーリングセダン RS - レガシィ ツーリングワゴン GT-B - レガシィ'93 ツーリングスポーツ RS - レガシィ'93 ツーリングワゴン GT | - インプレッサ WRX-STi Type R - インプレッサ'96 セダンWRX - インプレッサ'96 セダンWRX-STi VerIII△ - インプレッサ'96 ワゴンWRX - インプレッサ'96 ワゴンWRX-STi VerIII | - インプレッサ'95 セダンWRX-STi VerII - インプレッサ'95 ワゴンWRX-STi VerII - インプレッサ'94 セダンWRX - インプレッサ'94 ワゴンWRX - インプレッサ RALLY Edition |

### アストンマーティン・ラゴンダ
- DB7 COUPE△
- DB7 VOLANTE

### クライスラー
- Viper RT/10
- Viper GTS
- Concept Car△（チューンド仕様）
- Viper GTS-R◯

### シボレー（ゼネラルモーターズ）
- Corvette'96 GRAND SPORT
- Corvette'96 COUPE
- Corvette 427 COUPE◇(アーケードモードのみ使用可能)
- Camaro Z28
- Camaro Z28 30th Anniversary◯

### TVR
- Cerbera
- Griffith 500
- Griffith Blackpool B340
- Cerbera LM Edition◯

## 登場サーキット・コース
本作に収録されているサーキットは全てオリジナルのサーキット。
オータムリンク
中低速コーナーが中心にレイアウトされたストレートが少ないテクニカルサーキット。途中にループ線状の立体交差がある。
オータムリンク・ミニ
オータムリンクのショートコース。バックストレートにある専用パドックからスタートする。
ハイスピードリンク
中高速コーナー主体の高速サーキット。富士スピードウェイの旧レイアウトをモチーフとしているが、走行の向きは左回り。
トライアルマウンテンサーキット
山間を抜けるアップダウンが激しいコース。前半が上り、後半が下りとなっている。
シミュレーションエンジンの能力の制約によりリアルサーキットを収録できない中、ニュルブルクリンク北コースをイメージしてデザインしたと制作陣は語っている。その言葉通り、「アップダウン」、「アンジュレーション」、「ブラインドコーナー」が全面に配置されている。
グランバレー・スピードウェイ
S字や高速コーナー、ヘアピンなど、様々なコーナーを併せ持つ難関コース。全長は5km弱。中盤のアーチ橋は大三島橋をモチーフにしている。
グランバレー・イーストセレクション
グランバレー・スピードウェイ途中にある2ヶ所のショートカット路を用いた約3kmのコース。
ディープフォレストレースウェイ
深緑の森の中を駆け抜けるコース。アップダウンの激しい中高速サーキット。
スペシャルステージ・ルート5
夜の都市高速道路をモデルにしたコース。ストレートや高速コーナーが主体で、中盤には一般道を走行する区間もある。メインストレートの反対車線はピットとして使用。
クラブマンステージ・ルート5
スペシャルステージ・ルート5のショートコース。メインストレートとバックストレートを繋ぐ高架道路を通る。こちらは全区間が高速道路であり、一般道部分をコースとしない。
スペシャルステージ・ルート11
夜の都市高速道路をモチーフとした市街地コース。コース形状が複雑で、U字型コーナーが多数存在する。
テストコース
長いストレートと、半径の大きいバンクのみで構成された、極めてシンプルなオーバルサーキット。全長10km。ゼロヨン（400m）・ゼロセン（1000m）・最高速計測でも使用される。

## 日本版と海外版（北米版/欧州版）での違い
本作の海外版では日本版に比べ若干ながら差異が存在する。
- 使用されるBGMがすべて変更された。
- 日本版ではオープニングでMoon Over The Castleを使用していたが、海外版では北米版と欧州版ともにEverything Must Goに変更されている。
- 北米版のみ、ホンダのメーカー表記がホンダ/アキュラとなり、NSXとインテグラがアキュラ名義となった。
- クライスラーは北米版、欧州版共にダッジ[注釈 2]に変更された。
- ホンダのスペシャルカーは日本版のNSX GT1 TURBOでなく、NSX LM GT2に差し替えられている。
- 一部車両のレーシングモディファイのデザインが変更された。
- 国際A級ライセンス試験IA-7（SSルート11・アタック）の制限時間が緩和された。
- アーケードモードで使用できる車種が大幅に変更され、シボレー・コルベット(C2型)とマツダ・ロードスター(NB型)[注釈 3]が追加収録された。
- オプション画面にて、音量調節がオンオフではなくボリューム調節可能になっているほか、ディーラーBGM等も音量調整されている。
- 欧州版のみ、オプション画面でレース中のBGMを聞くことが可能になった。
- 視点変更が2つから3つに変更された(次作グランツーリスモ2と同じようにバンパー視点、車両後方(近)、車両後方(遠)の3つ)。
- 多くの四輪駆動車で、壁に直角に車体を押し付けて車体を右に切ると異常な加速をするバグが改善された[注釈 4]。
- レース直前の選択画面のセッティングとテスト走行が上下に入れ替わった。
- 北米版のみ、「シビック タイプR」が「シビック レーサー(Racer)」表記に変更されている[注釈 5]。
- ライセンス選択画面で習得タイムが表記され、トータルで何分なのかが分かるようになった。
- 画面が切り替わる間に「loading」という文字が表記されるようになった。
- セーブデータにオートロード機能が追加され、日本版にあった「セーブデータをロードする際に誤って初期データを上書き保存してしまう」問題が解消された。
- ゲームBGMが日本版と全て異なっているが、北米版と欧州版では殆ど共通している。尚、北米版には「High」が、欧州版には「Sweet16」「Tangeline」が別々で収録されている。

アーケードモードでの車両の挙動が日本版と異なっており、異様に速く走れるようになっている。その速さ(タイム)は、GTモードでフルチューンを行った車両と同等レベルの速さに匹敵する。ハイグリップタイヤが装着されているのかは不明だが、コーナもかなりノーマルタイヤとは思えない程、攻めた走りが出来るようになっている。

## 音楽
グランツーリスモシリーズの発案者である山内一典の依頼により、T-SQUAREの安藤まさひろが担当している。
なお、海外版については、BGMは全て国内版とは違っており、GarbageやFeeder、Ash、Cubanate、TMF等（TMFのHighは北米版のみ）の曲をレース中の音楽として聴くことが出来る。

### CD
- グランツーリスモ オリジナル・ゲームサウンドトラック（1998年5月21日、ソニーレコード）

## 主要スタッフ
- 監督・プロデューサー：山内一典
- メニュー音楽：大平勇
- スペシャルミュージック協力：安藤まさひろ